# Corneliu Roman (agrochimist)
Corneliu Roman (n. 5 octombrie 1859, Rășinari, județul Sibiu, Imperiul Austriac – d. 17 iulie 1919, București) a fost un agrochimist român, primul director al Stațiunii Agronomice București și unul dintre pionierii cercetării agricole românești. Prin activitatea sa științifică desfășurată timp de aproape trei decenii, a pus bazele agrochimiei aplicate și ale experimentării agricole moderne în România.

## Biografie

### Copilărie și educație
Corneliu Roman s-a născut la 5 octombrie 1859 în localitatea Rășinari, județul Sibiu, în familia lui Visarion Roman. A urmat studii superioare de agrochimie la Viena și Berlin, unde s-a specializat în chimia solului și a plantelor.

### Carieră profesională
După înființarea în 1886 a Stațiunea Agronomică din București, prima instituție românească de cercetare agricolă, de către agronomul Vlad Cîmu-Munteanu, conducerea instituției i-a fost încredințată lui Corneliu Roman în anul 1892. A condus această instituție până la moartea sa, în 1919.
Sub direcția sa, stațiunea a desfășurat cercetări pionierat în chimia solului, analiza cerealelor și vinurilor, cultura experimentală a sfeclei de zahăr, a cartofului, florii-soarelui, porumbului și a plantelor de nutreț. A fost coordonatorul primelor laboratoare chimice agricole din România.

## Activitate științifică

### Domenii de cercetare
- Analiza calității cerealelor (grâu, orz, ovăz)
- Cercetări agrochimice asupra solurilor
- Studii de fitotehnie (sfeclă de zahăr, cartof, lucernă, floarea-soarelui)
- Cercetări oenologice (struguri și vinuri)
- Experimente cu îngrășăminte și plante furajere

### Contribuții originale
Corneliu Roman a elaborat și coordonat lucrări de o mare valoare științifică, dintre care se remarcă:
- Les céréales Roumaines (1899) – lucrare de referință privind calitatea cerealelor
- Le sol arable de la Roumanie – primul studiu sistematic asupra solurilor agricole din România
- Vinurile României (1901) – cercetare oenologică detaliată
- Notices sur l’industrie sucrière et sur la betterave de sucre en Roumanie (1900) – prima lucrare științifică privind cultura sfeclei de zahăr în România

A susținut, încă din 1890, cercetări sistematice privind cultura sfeclei de zahăr, demontând teoriile străine potrivit cărora România nu ar fi avut condiții pedoclimatice favorabile acestei culturi. Rezultatele sale au contribuit la înființarea primelor fabrici de zahăr (Sascut, Chitila) și la extinderea culturii în țară.
În 1915 a publicat lucrarea Floarea soarelui – cultura și compoziția ei la noi în țară, cu date comparative privind productivitatea și conținutul de ulei.

### Recunoaștere profesională
A colaborat strâns cu Ministerul Agriculturii și Domeniilor, furnizând date esențiale pentru comerțul cu cereale și pentru acreditarea calității producției agricole. Sub conducerea sa, Stațiunea Agronomică a publicat 29 de lucrări științifice până în 1915, inclusiv 5 în limbi străine.
A fost mentorul agrochimistului Ion Enescu, care i-a continuat munca la conducerea Stațiunii.

## Lucrări
- Experiențe culturale cu sfecla de zahăr și studii asupra industriei zahărului, 1894
- Vinurile României, București, Tip. „Eminescu”, 1900
- Notices sur le blé et sur les farines de Roumanie, București, 1900
- Calitatea grâului din recolta anului 1900, București, 1902
- Culturi experimentale cu varietăți de cartofi, București, 1904
- Experiențe cu varietăți de plante și cu îngrășăminte chimice, 1905
- Amestecurile de trifoi și crearea livezilor și pășunilor, 1915
- Floarea-soarelui: cultura și compoziția ei la noi în țară, 1915
- Calitatea grâului, orzului, ovăzului, fasolei și secarei recoltate în țară, 1916
- Solul arabil al României, ediție postumă, 1956

## Premii și recunoaștere
Deși nu a fost decorat în timpul vieții cu distincții oficiale importante, Corneliu Roman este considerat azi fondatorul cercetării agricole experimentale din România. Activitatea sa a fost continuată prin Institutul de Cercetări Agronomice al României (ICAR), înființat în 1928.

## In memoriam
Moartea sa, la 17 iulie 1919, a trecut aproape neobservată în epocă. Ulterior, prin studiile publicate și amintirea colaboratorilor săi, Corneliu Roman a fost repus în drepturile sale istorice ca unul dintre cei mai importanți agronomi români. Numele său este astăzi invocat ca întemeietor al Stațiunii Agronomice București, precursoarea ASAS și a cercetării agricole moderne.